# Hall Rock
Der Hall Rock ist eine große Felsformation im ostantarktischen Viktorialand. Der Felsen ragt 3 km nordwestlich der Carapace-Nunataks am Rand des Polarplateaus auf.
Das Advisory Committee on Antarctic Names benannte ihn 1971 nach dem Geologen Bradford Allyn Hall (1933–2016) von der University of Maine, der zwischen 1968 und 1969 an der Erforschung des sogenannten Mawson-Tillits in der Umgebung dieses Felsens beteiligt war.